# Leptagrion aculeatum
Leptagrion aculeatum – gatunek ważki z rodziny łątkowatych (Coenagrionidae). Występuje w północnej części Ameryki Południowej; stwierdzony we wschodniej Wenezueli, Gujanie, Surinamie, Gujanie Francuskiej i północnej Brazylii.